# 學校恐懼症
學校恐懼症（英语：School Phobia），又稱校園恐懼症、拒學症，或懼學症，為一種兒童及青少年的心理疾病，是离别焦虑障碍的一种形式，學校恐懼症如同恐高症、幽閉恐懼症等，是一種精神官能症。
2021年，美国至少有170万学生在秋季学期超过七天没有前往学校。

## 症狀
學校恐懼症的症狀主要為對學校莫名的恐懼、焦慮以及排斥，有時伴隨許多生理反應，如噁心、嘔吐、頭暈、腹瀉、胃痛、喉嚨痛、氣喘以及昏厥等。如果他們留在家中不去學校，症狀或許會消失，但得知要返校時，症狀即可能再度發生；然而離開學校越久，他们將越難返回學校，更可能因此出現長期缺課、逃學以及無法上課等現象。拒學症患者可能同時与焦慮症、憂鬱症或恐慌症等精神官能症并存。

## 好發期
拒學症的好發期以5~7歲為第一波好發期，之後分別為11~12歲以及14歲之後，和入學升學年齡有密切關連，女性發病率較高。影響的時間則沒有一定標準，輕微者可能數月至一年，嚴重者可能終其一生都恐懼校園生活。

## 形成原因
透過仔細研究每個拒學的學生，會發現每人的狀況都不一樣。從課業問題、人際關係到個人本身的問題都有：
1. 課業問題致成績太差、學習進度跟不上，形成長期缺席；又或對學習表現不好感到強烈不安。
2. 受到校園欺凌困擾。
3. 受到教師體罰、精神折磨、與老師／同學不合，無法與人進行良好溝通。
4. 個人社會化程度低落、自信、自尊低下，被人忽視和缺乏存在感。
5. 學生個人/學校群體問題，對於在學校必須與眾人應對感覺疲憊，例如必須看老師或同學臉色做事，及無法配合同學之間的相處模式。
6. 對校園體制不滿。[6]

有時也可能曾遭受到校園內意外，如：校園槍擊案、天然災難、校園綁架案等突發事件倖存後留下的創傷後壓力症候群所引發的症狀。

## 相關
- 校園欺凌
- 校園槍擊案
- 創傷後壓力症候群
- 社交恐懼症
- 考試焦慮
- 應試教育
- 威權體制教育